# フェイルノート
フェイルノート（Failnaught）は、アーサー王伝説に登場する円卓の騎士の一人トリスタンの弓。
フェイルノート（英語: Failnaught）という表記は、『トリスタンとイゾルデ』のジョゼフ・ベディエ編集版（1900年）の英語訳（1905年）にみられる。ベディエによるフランス語原文では l'arc Qui-ne-faut （アッキヌフォート？）という表記となっている。佐藤輝夫による日本語訳では《無駄なしの弓》と訳出されている。
l'arc Qui ne faut という表記は、12世紀に書かれたベルール版『トリスタン』にもみられる。新倉俊一による日本語訳では「必中の弓」と訳出されている。
ベディエ版では、トリスタンがイズーと共にモロアの森に隠れ住んでいる場面で登場する。追手がトリスタンや従士ゴルヴナルに返り討ちにされ続け、森に足を踏み入れる者が居なくなってきた頃、トリスタンはフェイルノート（無駄なしの弓）と云う弓を作り、それは相手が人間であろうと獣であろうと、狙い定めた場所に必ず当たる弓であったと語られている。
ベルール版でも登場する場面は同様であるが、普通の弓というよりは弓を組み込んだ狩猟罠のように描かれており、弓の名前とも罠の名前ともとれるような表現となっている。